# Шива-гита
Шива-гита (санскр. शिवगीता — Песнь Шивы) — 16 глав (768 стихов) Патала-кханды (или Уттара-кханды, согласно различным редакциям) Падма-пураны. Шива-гита присутствует не во всех известных редакциях этой пураны — согласно предисловию переводчика к английскому переводу П. К. Сундарама, ему известно только три редакции Падма-пураны с текстом Шива-гиты.

## Содержание
По своему основному содержанию текст мало отличается от более известной и популярной Бхагавад-гиты — они близки по своему философскому содержанию; основное отличие в том, что Бхагавад-гита представляет собою классическую философию санкхьи — Шива-гита представляет классическую шиваитскую адвайта-веданту. По мнению переводчика текста, Шива-гита гораздо старше текста Бхагавад-гиты — он указывает на значительное количество мест в тексте, близких раннему адвайтическому шиваизму. Переводчик также проводит семантический разбор текста и приходит к выводу о близости Шива-гиты к поздним текстам шрути и к ранним фрагментам пуран. Но, как верно заметил Свами Вивекананда по отношению к тексту Бхагавад-гиты, — датировка и исторический возраст подобных литературных памятников несущественны для их изучения и понимания
Шива-гита является важным философским текстом для большинства школ и направлений шиваизма. В XIV веке один из крупнейших учителей вирашиваизма Шрипати Пандита (IAST: Śrīpati Paṇḍita) написал к ней комментарий, изучаемый не только в традиции вирашиваизма.
Начало книги представляет собою версию фрагмента из Рамаяны, когда Рама только что потерял Ситу. К нему приходит риши Агастья и, найдя Раму в подавленном состоянии, предписывает ему предаться специальной аскезе, именуемой «Пашупата-врата». Риши Агастья обещает Раме, что благодаря этой аскезе он, Рама, будет воочию лицезреть Шиву и получит божественное оружие — стрелу «Пашупата», без которого невозможно победить Равану и, следовательно, вернуть Ситу. Рама предаётся аскезе, и по истечении четырёх месяцев перед ним предстаёт Шива — он доволен аскезой Рамы и дарует ему стрелу. Рама, в свою очередь, просит разрешения задать Шиве несколько вопросов. Шива соглашается: их диалог, точнее, ответы Шивы на вопросы Рамы, и составляет основную часть Шива-гиты.
Философское содержание Шива-гиты близко к философскому содержанию Бхагавад-гиты — они обе говорят о карме, бхакти, джнане и мокше. Но есть и заметные отличия: так, в восьмой главе содержится довольно интересная информация о связях между питанием и разумом; восьмая и девятая главы дают ценный материал по анатомии, физиологии и гинекологии. По всей книге есть интересные моменты, связанные с пранаямой, энергетическими каналами-нади и телами-коша, эмбриологией и т. д.

## Названия глав
Названия глав согласно переводу П. К. Сундарама.
1. Shiv Bhakthi Utkarshana Nirupanam
2. Virajaa Diksha
3. Raamaya Varadaanam
4. Vairaagya Upadesa
5. Shiva Pradhurbhaava
6. Vibhooti Yoga — Слава Творца
7. Visvaroopa Darshan — Вселенская форма
8. Dehasvaroopa Nirnaya
9. Jeevgatyadi Niroopanam
10. Pindotpatti Kathanam
11. Jeevasvaroopa Kathanam
12. Upaasana Gnana Phalam
13. Panchakoshopapadanam
14. Adhikaari Nirupanam
15. Moksha Yoga — Путь освобождения
16. Bhakti Yoga — Путь любви

## Переводы
В 1997 году издательство «The Centernarian Trust», Ченнай, Индия выпустило единственный академический перевод Шива-гиты с санскрита на английский язык, сделанный профессором П. К. Сундарамом (P. K. Sundaram), практически сразу ставший библиографической редкостью.
В 2005 году была выпущена на трёх CD-дисках аудиоверсия Шива-гиты в классическом исполнении профессора Р. Тхьягараяна (R. Thiagarajan).
В 2010 году появился второй перевод Шива-гиты с хинди на английский язык, сделанный Сантош Кумар Аяласомаяджула (Santosh Kumar Ayalasomayajula). 
На русском языке можно найти ознакомительный перевод с английского 6-й и 7-й глав Шива-гиты с работы П. К. Сундарама. 
В 2014 в сеть был выложен перевод на русский, сделанный А. Деревянко с перевода Сантоша Кумара Аяласомаяджулы.